# Idaea eugeniata
Idaea eugeniata é uma espécie de insetos lepidópteros, mais especificamente de traças, pertencente à família Geometridae.
A autoridade científica da espécie é Dardoin & Pierre Millière, tendo sido descrita no ano de 1870.
Trata-se de uma espécie presente no território português.